# Азиз Несин
Ази́з Неси́н (тур. Aziz Nesin) (настоящее имя — Мехмет Нусрет (тур. Mehmet Nusret; 1915—1995 гг.)) — турецкий писатель, драматург и публицист.

## Биография
Азиз Несин, крымскотатарского происхождения, родился 20 декабря 1915 года на Хейбелиаде, одном из Принцевых островов. В 1934 году в Турции вышел закон, который упразднил титулы и старые формы обращения, и будущий писатель взял себе фамилию «Несин», означающую «Что ты есть?». «Я надеялся, — поясняет он, — что, когда люди будут обращаться ко мне по фамилии, я стану задумываться над тем, что я и кто я». Позднее, в поисках очередного псевдонима, было выбрано имя отца — Азиз. Хотя помимо этого, основного псевдонима, у Мехмета Нусрета было более пятидесяти псевдонимов. Это отчасти объяснялось острым социально-политическим характером его сатирических произведений.
В 1939 году он окончил военно-техническое училище, получил специальность сапёра и чин младшего офицера. Служба его протекала поначалу во Фракии, затем на востоке страны, в районе Карса, а перед самым увольнением в 1944 году в столице — Анкаре, немало обогатив уже начавшего писать Несина жизненным материалом, который впоследствии послужил основой многих его художественных произведений. В 1937—1939 гг. слушал лекции в Академии изящных искусств.

### Журналистская и издательская деятельность
С 1943 года начинается журналистская деятельность Азиза Несина в газетах «Еди Гюн», «Тан» и многочисленных периодических изданиях, преимущественно социалистического толка. Большое влияние на формирование Несина в идейном и эстетическом планах оказало его знакомство с Сабахаттином Али и сотрудничество в еженедельнике «Марко Паша», который освещал важнейшие события международной и внутриполитической жизни, иронизировал по поводу действий правящей партии, высмеивал отдельных политических деятелей, сетовал на горькую участь крестьян и городских тружеников. В 1957 году Азиз Несин совместно с писателем Кемалем Тахиром основывает издательство «Дюшон», в котором увидели свет книги многих турецких авторов.
Издательская практика Азиза Несина никогда не определялась личными интересами. Она всегда согласовывалась с общественной потребностью, которую гражданское чутьё писателя улавливало с удивительной проницательностью. Именно сознание общественной необходимости дало жизнь «Литературному ежегоднику фонда Азиза Несина». Ежегодник объёмом более чем в тысячу страниц выходил с 1976 года на протяжении десяти лет, до того времени, пока Азиз Несин не занялся активной общественно-политической деятельностью. Ежегодник включал в себя материалы, касающиеся турецкой литературы, годичные обзоры прозы, поэзии, детской литературы, театра, изобразительного искусства. Предприятие в финансовом отношении было убыточным, но издателем руководило сознание той огромной пользы, которую оно приносит и будет приносить в будущем.

### Общественная деятельность
Азиз Несин — автор множества статей, фельетонов, эссе, новелл, сказок, романов, пьес. Также общественный деятель и великолепный организатор литературных сил страны.
В 1976 году по его инициативе были созданы «Общество Назым Хикмета», призванное изучать и пропагандировать творчество поэта, составляющее национальную гордость турок, и «Общество сторонников мира», выступавшее против угрозы термоядерной войны и присутствия американцев в Турции. На протяжении тринадцати лет (1976—1989) возглавлял «Синдикат писателей Турции», призванный не только охранять авторские права литераторов, но и «отстаивать интересы эксплуатируемого человека, на стороне которого должна выступать социальная литература, впитавшая в себя революционные идеи».
После государственного переворота 1980 года деятельность Синдиката вместе с другими профсоюзами была «приостановлена», по существу же, запрещена, а семнадцать его руководителей преданы суду по стандартному обвинению в «коммунистической деятельности и пропаганде». Государственный прокурор требовал для литераторов тюремного заключения сроком от восьми до пятнадцати лет. Когда в турецких газетах появилось сообщение о предстоящем судебном процессе, Азиз Несин находился в Москве на лечении. Получив это известие, он дал знать прокурору, что по выздоровлении тут же вернется на родину, чтобы разделить участь своих товарищей. Писатель надеялся, что опыт, накопленный им в деле защиты справедливости, поможет оградить руководителей Синдиката от необоснованных обвинений. Затянувшийся на несколько лет судебный процесс закончился оправданием подсудимых.

### Последние годы жизни
Умер Азиз Несин в 1995 году. Он оставил литературное наследие и Вакыф-фонд. В шестидесяти километрах к западу от Стамбула, районе Чаталджа, в окружении низких построек и фруктовых деревьев, высится четырёхэтажное здание. Это созданный на его средства и рассчитанный на восемьдесят пять мест интернат для круглых сирот и детей из бедных семей. Здесь они живут с трехлетнего возраста и учатся до восемнадцати лет в местной школе с условием, что в дальнейшем получат специальность, а тот, кто проявит особую способность, продолжит учёбу в высшем учебном заведении. Все средства и доходы от книг писатель завещал интернату. Своим четырём детям он сказал, что свой хлеб они должны добывать собственным трудом. Вести дела Фонда Азиз Несин поручил сыну Али, который позже вернулся в Турцию из Соединённых Штатов, поселившись в Чаталдже.

## Творчество
Азиз Несин автор 34 сборников сатирических и юмористических рассказов, сборников сатирических сказок «В одной стране» (1958) и «Хоптиринам» (1960), восьми романов, в том числе романа «Король футбола», автобиографического романа «Так было, но так не будет», шести пьес. Сатира А. Несина направлена против социальных пороков, политического приспособленчества. В своём творчестве он неизменно ратовал за свободу, независимость и чистоту человеческих отношений как в Турции, так и во всем мире. Излюбленный герой А. Несина — мелкий чиновник, интеллигент-неудачник, бедняк, мечущийся в поисках работы, то есть человек из народа. Общий тираж изданных произведений писателя в 2010 году составил более 8 миллионов экземпляров.

### Начало
Первые литературные опыты А. Несина связаны с поэзией. В 1939—1943 гг. он печатал стихи в газете «Еди Гюн». Однако Назым Хикмет посоветовал ему не тратить время на это занятие, потому что стихи его никудышные. «Пиши рассказы и романы», — сказал он.

Я чувствую, что ты уйдешь,
Я не могу тебя умолять, не могу бежать за тобой,
Я лишь прошу — оставь мне свой голос.
Я знаю, что ты порвешь со мной,
Я не могу коснуться твоих волос,
Я лишь прошу — оставь мне свой запах.
Я понимаю, что ты покинешь меня,
Я уже разрушен, поэтому не могу упасть,
Я лишь прошу — оставь мне свой цвет.
Я чувствую, что ты потеряешься,
Это будет моей самой невыносимой болью,
Я лишь прошу — оставь мне свою страсть.
Я могу догадаться, что ты позабудешь,
Боль — это безбрежный серый океан,
Я лишь прошу — оставь мне свой привкус.
Ты уйдешь все равно,
У меня нет права просить тебя остаться,
Я ЛИШЬ ПРОШУ — ОСТАВЬ МНЕ СЕБЯ

Первые рассказы были опубликованы в 1943 г в журнале «Миллет». "Когда я закончил свой первый рассказ (я полагал, что читатели будут проливать над ним слезы) и принес его в журнал, редактор, человек очень недалекий, вместо того чтобы плакать, залился веселым смехом и проговорил: «Молодец… Прекрасно. Пиши ещё такие рассказы и приноси нам…», — иронизировал писатель о начале своей творческой карьеры.

### Критика
Азиз Несин обращается к самым разным жанрам: рассказам, сказкам, пьесам, романам, статьям. Брошюра «Куда мы идем?», выпущенная Несином, подвергала резкой критике «доктрину Трумэна», выдвигавшую американскую программу помощи Турции, а на деле ввергавшую страну в кабальную зависимость от американского капитала. В своих «Воспоминаниях ссыльного» (1957) Несин описывает полное лишений время, когда он был сослан на полтора года в город Бурса. В общем в заключении прошли пять с половиной лет жизни писателя. Будучи в тюрьме, Несин не теряет не покидавшее его чувство «грустного» юмора, и так пишет об этом этапе своей жизни — «Наши отцы рассказывали с гордостью о войнах и сражениях, в которых они участвовали. Мы лишены таких воспоминаний. Нашим детям мы сможем поведать лишь о тюрьмах, полиции, судах да допросах».
Поражает неистощимая изобретательность А. Несина в выборе сюжетов и формы подачи материала. Тематика его произведений очень богата: продажность госслужащих, безработица, безземелье крестьян, преследование прогрессивной мысли. Писателя волновали проблемы жилья, здравоохранения, просвещения. Он высмеивал эгоизм, произвол, низкопоклонство, взяточничество, религиозный фанатизм. «Многих удивляет, — говорит Азиз Несин, — количество написанных мною рассказов. Их более двух тысяч. А чему здесь удивляться? Если бы семья, которую я содержу, состояла не из десяти, а из двадцати человек, я вынужден был бы писать в два раза больше».

### Сатира
В 1953 году вышел его сборник «Что осталось». В предисловии к нему автор даёт любопытную сценку:
«Однажды к врачу по нервным болезням приходит пациент: Доктор, я болен. Я не могу жить так, как жил раньше. Когда я ем, перед моими глазами стоят голодные и кусок застревает в горле. Вместе с разутыми и раздетыми я мёрзну на дорогах. Я считаю себя виновным в каждом преступлении. У меня такое чувство, будто нож убийцы держали и мои руки, а пуля, пущенная в чужую грудь, застряла у меня в сердце. Бремя всех преступлений легло на мои плечи. Я уже забыл, как смеюсь. Врач кладёт руки на плечи больного, подводит к окну, распахивает шторы и пальцем показывает на яркую цирковую афишу на противоположной стороне. На ней лицо клоуна, растянутое в лукавой улыбке. Дорогой, — говорит доктор, — Ты видишь того клоуна? Я рекомендую сходить на его представления. Ты забудешь и печаль, и грусть, и заботы. Вновь станешь смеяться, жизнь снова засветится для тебя улыбкой. Больной склоняет голову: — Доктор, так ведь это я, это я — тот клоун…».
Произведения Азиз Несина пронизаны смехом и переполнены болью. Они заставляют смеяться читателя, однако при этом будят его мысль, открывают глаза на царящее вокруг зло. О своём творческом кредо и общественном смысле литературной деятельности Азиз Несин писал, что честным людям стыдно и больно осознавать, как много наших соотечественников пребывает во мраке Средневековья, голоде и неверии в завтрашний день — и тут же рядом счастливые, процветающие пользуются за их счёт всеми благами жизни. Поэтому необходимо писать рассказы, чтобы люди смеялись, задумываясь над жизнью, и, задумываясь, смеялись.

## Награды
А. Несин — лауреат нескольких международных конкурсов писателей-сатириков:
- в 1956 г на IX Международном конкурсе писателей-юмористов в Италии за рассказ «Банкет по случаю установления котла» Азиз Несин был удостоен первой премии и медали «Золотая пальмовая ветвь»;
- в 1957 г. Несин снова получил ту же награду за рассказ «Как был пойман Хамди по кличке „Слон“»;
- в 1959 году за серию репортажей ему была присуждена премия Союза журналистов Турции;
- затем последовали медаль «Золотой ёж» на конкурсе юмористов в Болгарии за рассказ «Патриотический долг», международная премия журнала «Крокодил» за рассказ «Он должен остаться», премия на конкурсе памяти основателя турецкой газеты «Миллиет» Али Неджми Караджана за пьесы «Карагёз», премия Турецкого лингвистического общества за пьесу «Чичу» и ещё немало других наград;
- в 1974 г. Ассоциация писателей Азии и Африки присудила Несину Премию «Лотос» за выдающиеся заслуги в области литературы и активную общественно-политическую деятельность.
- Золотая медаль имени Л. Н. Толстого (Международная ассоциация детских фондов).

## Цитаты
«Пока народ борется против угнетателей и поработителей с оружием в руках, юмору нет места. Но когда народ раздавлен, побежден и боится поработителя-угнетателя, он берет на вооружение юмор, и появляется масса анекдотов»

«Великими юмористами в мире стали те, кто сумел в своем юморе выйти за рамки личного и поставил его на службу человечеству».

«По-моему, юморист — это Атлант, несущий на себе мир…»

«Что лучше всего на свете? Для француза — остроумная молодая женщина; для англичанина — пароход; для итальянца — глупая красавица; для немца — военный парад; для американца — бизнес; для турка — посидим, потолкуем»

Я не уверен, что повторю вслед за некоторыми: «Если бы я родился ещё раз, сделал бы то же самое». Родись я второй раз, я сделал бы гораздо больше, чем сделал сейчас, и гораздо лучше. Жаль, что в истории человечества не было ни одного ловкача, сумевшего удрать от смерти, — я последовал бы его примеру. Но что делать, такого примера нет, и не моя вина, если я умру, как и все…"

### Романы
- Мужчина, который стал женщиной (1955)
- Король футбола (1957)
- Красавец (1957)
- Аллопеция (1959)
- Зюбук (1961)
- Сегодняшние дети прекрасны (1967)
- Фамилия (1976)
- Единственный путь (1978).

### Воспоминания
- Воспоминания из изгнания (1957)
- Так было, но так не будет (1966—1977)
- В полиции (1967)
- Начало восхождения (1982)
- Мои сумасшествия (1984)
- Азиз Несин — Ходжа Насреддин нашего времени (1984)
- Кучка людей для повешения (1987)
- Однажды я был ребёнком (1989)
- Не трать мои мечты (1990).

### Сказки
- В одной стране (1958)
- Прыжки (1960)
- Спи мой дорогой бычок (1971)
- Сказки дедушки Азиза (1978)

### Сатира
- Страшный сон (1962)
- Восьминогий Сизиф (1967)
- Сколько на ваших, сударь? (1970)
- Книга Азиза (1979).